# Длинная (коса, море Лаптевых, северная)
Длинная — островная коса в море Лаптевых, у полуострова Суслова. Административно находится в Красноярском крае.